# Leucothyreus melzeri
Leucothyreus melzeri är en skalbaggsart som beskrevs av Ohaus 1924. Leucothyreus melzeri ingår i släktet Leucothyreus och familjen Rutelidae. Inga underarter finns listade i Catalogue of Life.